# 花咲れあ
花咲 れあ（はなさき れあ、1997年〈平成9年〉5月3日 - ）は、日本の元モデル、元グラビアアイドル、元タレント。千葉県八千代市出身。本名は岩下靖花。タレントの花咲のあは実妹。

## 来歴
高校卒業後に保育の専門学校へ通うが中退し、歯科助手などをアルバイトする。
2018年5月に21歳の誕生日からTikTokを始め、同年9月からグラビアアイドルとして活動し、所属事務所のゼロイチファミリアは「グラビア界の問題児」と銘打ち「第2の加藤紗里」とプロモーションするが、2023年に26歳で退所し、所属フリーとなる。  
2024年3月に『BreakingDown 11.5』で共にラウンドガールをしていた同じくモデルの浦西ひかると同大会での対戦が決定するが、のちに辞退した。
2024年7月20日・21日に行われた花咲のあとの姉妹写真集『化学反応』発売イベントを以って、芸能活動を休止した。

## 人物
- 愛称は「れあたん」。
- 特技と趣味はウィンク・ダンス・麻雀・ビリヤード。
- ピンク色が大好き。
- 果物はスイカ、ジュースはリンゴが好き。
- 吹奏楽部でユーフォニアムを担当するが、フルートを一週間で断念した。
- 炎上はあくまで知名度の上昇などを意図したビジネスとして行っていることを公言している[6]。計算外のことが起こっても、本人としては「このフレーズだとこれくらい叩かれる」と冷静に分析しているという[6]。
- キャッチコピーの「問題児」は遅刻が多かったことによる[11]。遅刻に関しては完全に直ったわけではないが、肩書のおかげで大目に見てもらえることも増え、自分らしく生きられるこの肩書は「全体的にはプラス」と捉えている[11]。

## 作品

### 写真集
- はなびら（2021年4月30日、秋田書店）ISBN 978-4253011099[12]

### デジタル写真集
- れあたん、マジで【ヤングチャンピオンデジグラ】（2019年9月、秋田書店）※販売終了
- "れあたん"とあそぼ【ヤングチャンピオンデジグラ】（2020年2月、秋田書店）※販売終了
- グラビア界の問題児FRIDAY デジタル写真集（2020年6月5日、講談社）※販売終了
- けしからんBODYFRIDAY デジタル写真集（2020年11月6日、講談社）※販売終了
- 果実 電子限定1st写真集（2021年4月30日、秋田書店）※販売終了
- はなびら 電子書籍版（2021年4月30日、秋田書店）
- ふたりっきりだね（2023年2月6日、小学館）

### フォトブック
- Blossom Holiday 全48ページ
- Blossom Season 全48ページ

### DVD
- れあたんにメロメロ（2019年2月21日、イーネット・フロンティア）
- VenusFilm Vol.5（2019年12月20日、イーネット・フロンティア）
- れあたんにドキドキ（2020年7月22日、イーネット・フロンティア）
- 僕のれあたん（2021年8月25日、イーネット・フロンティア）
- 僕のお手伝いさんは問題児（2022年8月26日、竹書房）

## 出演

### テレビ
- ゴッドタン（テレビ東京）
- 全力坂（テレビ朝日）
- モニタリング（TBS）
- アウト×デラックス（フジテレビ）
- ミッドナイト競輪（AbemaTV）
- 房総ご当地キャラバン（ケーブルネット296・らーばんねっと）
- 熱闘！Mリーグ（テレビ朝日）
- ゼロイチファミリアは褒められたい（毎日放送）
- るてんのんてる（読売テレビ）

### CM
- セガNET麻雀アプリMJ
- 21世紀グループ【CORE21】
- エメルテクリニック

### YouTube
- 花咲れあチャンネル
- ゼロイチTV（仮）
- 21世紀グループCM

### アプリ
- itSnap

### ラウンドガール
- キックボクシング「KNOCK OUT」（2020年2月）
- キックボクシング「KNOCK OUT」（2020年9月）
- FSL/FREE STYLE LEAGUE（2023年4月）
- 1分間格闘技「BreakingDown」（2023年5月）

### 配信
- XRstadium「VRグラビア女王LIVEオーディション」（VRグラビア女王就任）

### コンパニオン
- 東京オートサロン2019『ワイルド・スピードシリーズ』ブースコンパニオン[13]

### 朗読劇
- Greif2（2019年8月29日 - 9月1日）
  - 再演（2020年1月23日 - 26日）
- Greif3（2021年3月5日 - 8日） - 主演
- Greif4（2021年9月1日 - 4日）

### 雑誌
表紙
- ヤングチャンピオン烈（2019年 No.7、秋田書店）
- 週刊ヤングジャンプ（2019年8月8日発売36&37合併号、集英社）
- 別冊ヤングチャンピオン（2019年11月号、秋田書店）
- アツ姫（2020年3月号）
- 別冊ヤングチャンピオン（2020年6月号、秋田書店）
- ヤングチャンピオン（2021年 No.9、秋田書店）
- 週刊ビッグコミックスピリッツ49号（2021年11月、小学館）

掲載
- 週刊プレイボーイ（2019年2月、集英社）
- ヤングガンガン（2019年5月、SQUARE ENIX）
- フォトテクニックデジタル（2019年5月、玄光社）
- ヤングアニマル（2019年8月、白泉社）
- 週刊プレイボーイ（2019年12月、集英社）
- B.L.T（2020年1月、東京ニュース通信社）
- SHEL'TTER MOOK #52（2020年3月）
- ゼロイチファミリア×スピリッツ40周年メモリアルブック（2020年11月）
- 別冊ヤングチャンピオン（2021年5月号、秋田書店）
- FRIDAY（2021/6/11号、講談社）
- グラビアザテレビジョン vol.55（2021年6月、カドカワムック）
- EX大衆 2021年07月号
- ヤングキングBULL少年画報社（2021年10月）
- 週刊ヤングマガジン（2022年4月、講談社）

電子書籍（表紙）
- どこでもヤングチャンピオン 2020年9月号
- どこでもヤングチャンピオン 2021年7月号